# 大住三行
大住 三行（おおすみ の みゆき、生没年不詳）は、奈良時代の人物。姓は忌寸。官位は外従五位上・隼人正。氏は大隅とも表記される。

## 出自
大隅(大住）氏は大隅国大隅郡の豪族で、姓は直で、天武天皇の八色の姓で、畿内に移住した一派が忌寸を賜っている。『新撰姓氏録』「大和国神別」では、「大角隼人」は火闌降命の子孫であると記されている。畿内の大住一族の中心地になったのが、山城国綴喜郡大住郷（現在の京田辺市）の地であったと言われている。某年の『山背国隼人計帳』には、「大住忌寸足人」・「大住忌寸山守」の名前が見られる。

## 経歴
称徳朝の神護景雲3年（767年）11月に、大隅国・薩摩国の隼人が天皇の御前で俗伎（くにぶりのわざ）を披露し、その日のうちに褒賞としてほかの隼人とともに上正六位上より外従五位下に昇叙されている。
それからしばらくたった光仁朝の宝亀6年（775年）4月に檜前舎人建麻呂の後任の隼人正に任じられている。翌7年（776年）、今度は光仁天皇の御前で、俗伎を披露し、外従五位上に昇叙されている。

## 官歴
『続日本紀』による。
- 時期不詳：上正六位上。
- 神護景雲3年（769年）11月26日：外従五位下。
- 宝亀6年（775年4月8日：隼人正。
- 宝亀7年（776年）2月10日：外従五位上。